# 林登 (加利福尼亞州)
林登（英語：Linden）是位於美國加利福尼亞州聖華金縣的一個人口普查指定地區。

## 地理
林登的座標為38°01′12″N 121°05′29″W / 38.02000°N 121.09139°W，而該地最高點為海拔高度28米（即92英尺）。

## 人口
根據2010年美國人口普查的數據，林登的面積為19.324平方千米，當中陸地面積為19.189平方千米，而水域面積為0.135平方千米。當地共有人口1784人，而人口密度為每平方千米92人。